# عمرو بن الزبير
عمرو بن الزبير بن العوام الأسدي القرشي. قائد شرطة المدينة المنورة وكان مع بني أمية ضد أخيه عبد الله بن الزبير، وامتنع عن البيعة بولاية العهد ليزيد بن معاوية، لما دعا إليها معاوية بن أبي سفيان، واستعمله والي المدينة عمرو بن سعيد الأشدق على شرطتها سنة 60 هـ، وأرسله الأشدق إلى مكة لقتال عبد الله بن الزبير فزحف عمرو بألفي مقاتل من المدينة إلى مكة، وقاتله مصعب بن عبد الرحمن بن عوف، فأسره وأخذه إلى أخيه عبد الله بن الزبير، فأمر بضربه، فقيل: مات تحت السياط، وقيل: صلب بمكة بعد الضرب، ثم أنزل، وقال ابن حزم: «قتله أخوه عبد الله قودًا (أي قصاصا)». وقيل بل قتلة جنادة بن الأسود الهذلي.

## نسبه
- عمرو بن الزُّبَيْرُ بن العَوَّام بن خُوَيْلِد بن أسَدَ بن عبد العُزَّى بن قُصَي بن كلاب بن مرة بن كعب بن لؤي بن غالب بن فهر بن مالك بن النضر بن كنانة بن خزيمة بن مدركة بن إلياس بن مضر بن نزار بن معد بن عدنان القرشي.

- وأمه هي أمة بنت خالد بن سعيد بن العاص بن أمية،[3]

وهي ولدت في الحبشة مع أخيها سعيد بن خالد حين كان أبوهما خالد بن سعيد مهاجراً في الحبشة. وسماه الزبير على اسم عمرو بن سعيد بن العاص الذي قُتِل في معركة أجنادين.

## سيرته
استعمله والي المدينة عمرو بن سعيد الأشدق على شرطتها عام 60 هـ (حوالي 680م) في بدء خلافة يزيد بن معاوية. وقيل أن ضرب ناساً كثراً من قريشٍ، والأنصار في المدينة بالسياط، باعتبارهم من شيعة أخيه عبد الله بن الزبير. كان مع بني أمية ضد أخيه عبد الله، إذ استشاره عمرو بن سعيد فيمن يرسله لمحاربة ابن الزبير، فقال عمرو بن الزبير: «لن تجد رجلاً توجهه إليه أنكأ مني»، وقيل أن عمراً بن سعيد سئل: «من أعدى الناس لعبد الله بن الزبير»، فقيل له: «أخوه عمرو بن الزبير»! وأستأذن عمرو بن سعيد فيه يزيداً فأذن له، وزحف عمرو في ألف مقاتل من المدينة إلى مكة، وتصدى له أخوه مصعب بن الزبير، وهزمه، وقُتل. وقيل أن من تصدت له قوتان، إحداهما يقودها مصعب بن عبد الرحمن بن عوف، والثانية بقيادة عبد الله بن صفوان، فهُزم عمرو بن الزبير، وقُتل أُنيس بن عمرو الأسلمي (أحد قادته)، وجيء بعمرو بن الزبير أسيراً، والدم يقطر منه، فقال أخوه عبد الله: «ما هذا الدم؟»، فقال عمرو:

## مقتله
ذكر البلاذري انه توفي في مكة في عصر ابن الزبير وكان قاتله رجل من هذيل يقال له جنادة بن الأسود في مكة نطحة في جبينه فمات.